# Barbus reinii
Barbus reinii е изчезнал вид лъчеперка от семейство Шаранови (Cyprinidae).

## Разпространение
Разпространен е в Мароко.

## Описание
На дължина достигат до 55 cm.